# Економіка Азербайджану
Економіка Азербайджану. За даними [Index of Economic Freedom, The Heritage Foundation, U.ппS.A. 2001]: ВВП — $ 3,4 млрд. Темп зростання ВВП — 10 %. ВВП на душу населення — $ 431. Прямі закордонні інвестиції (2000) — $ 748 млн. Імпорт — $ 3,3 млрд (г.ч. Росія — 21,9 %; Туреччина — 13,8 %; США — 8,0 %; Іран — 4,6 %; Німеччина — 4,5 %). Експорт (нафта і нафтопродукти — до 91 % експорту) — $ 1,2 млрд (г.ч. Італія — 33,7 %; Росія — 8,9 %; Туреччина — 7,4 %; Грузія — 2,6 %; Іран — 2,4 %).
Економіка Азербайджану протягом майже 70 років розвивалася як частина економіки СРСР і орієнтувалася головним чином на російський ринок. Основними галузями господарства були нафтовидобувна, нафтопереробна промисловість і сільське господарство. У 1960-1980-ті роки в республіці розвивалися машинобудування, хімічна, текстильна, харчова й інші галузі промисловості. Війна у Нагірному Карабасі і політична нестабільність призвели до значного падіння виробництва протягом 1988—1994 рр. Після підписання вірмено-азербайджанської угоди про припинення вогню у зоні конфлікту в травні 1994 р. і стабілізації політичної обстановки економічний спад був зупинений. За оцінками Міжнародного валютного фонду, падіння виробництва в Азербайджані за період після проголошення незалежності з 1991 по 1995 рр. склало приблизно 60 %. З 1997 спостерігається швидке зростання ВВП (5,8 %, у 1999 — 7,2 %, у 2000 — 11,3 %, у 2001 — 9,9 %), що забезпечувався в основному сектором послуг на тлі незначного підйому промисловості і скорочення сільськогосподарського виробництва. Частка тіньової економіки оцінюється у 25 % ВВП.
У 2001 р іноземні інвестиції склали $811 млн — 67,7 % всіх внесків у економіку, в той час, як інвестиції уряду — 2,1 %. Бл. 71,7 % всіх інвестицій задіяно в індустрії. У 2002 р інвестиції склали $1.35 млрд з яких у нафтовий сектор — $850 млн.

## Районування[2]
Економічні зони Азербайджану:
1. Апшерон;
2. Гянджа- Ґазах;
3. Шекі-Закатала;
4. Ленкорань;
5. Ґуба-Хачмаз;
6. Аранськ;
7. Верхній Карабах;
8. Кельбаджар-Лачин;
9. Гірський Ширван;
10. Нахічевань.

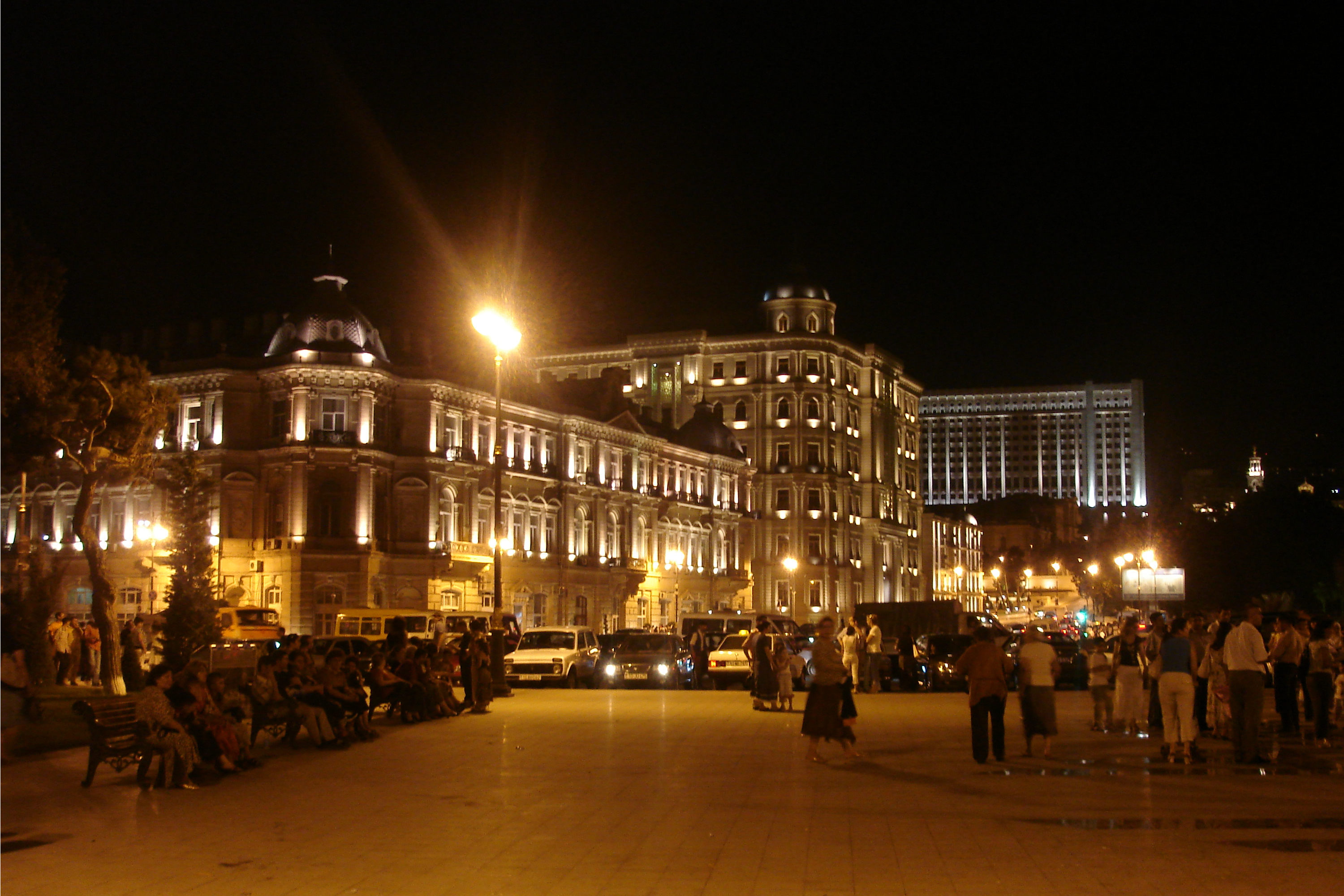
Діловий центр Баку

Посилаючись на цю класифікацію, проведено аналіз сучасної ситуації регіонального розвитку в Азербайджані.
Апшеронська економічна зона включає райони Апшерон, Хизи і місто Сумгаїт .
Соціально-економічні показники (01.01.2009): чисельність населення — 512.8 тис., територія −3.29 тис.км² , валова продукція — 999.9 млн манат, середній заробіток — 198.9 манат, обсяг промислового виробництва — 423588.1 тис. манат, сільськогосподарська продукція — 64869 тис. манат, обсяг платного обслуговування — 126610.4 тис. манат, кількість лікарів — 1829 , число лікарень — 27, число дошкільних установ — 86, число середніх шкіл — 100 і т. д.
Конкурентоспроможність цієї зони: Багатство корисних копалин, промисловий потенціал, розвинена транспортна інфраструктура, сильна паливо-енергетична база, сильний будівельний комплекс, розвинена соціальна інфраструктура.
Гянджа- Ґазах включає адміністративні райони: Ґазах, Акстафа, Дашкесан, Гедабек, Горанбой, Ханлар, Самух, Шамкір, Тавуз і міста Гянджа, Нафталан .
Соціально-економічні показники (01.01.2009): чисельність населення — 1169.6 тис., територія — 12.48 тис. км 2 , валова продукція — 1593.5 млн манат, середній заробіток — 171.2 манат, обсяг промислового виробництва — 216501.5 тис. манат, сільськогосподарська продукція — 670 126 тис. манат, обсяг платного обслуговування — 247580.4 тис. манат, кількість лікарів — 3004 , число лікарень — 123 , число дошкільних установ — 277 , кількість середніх шкіл — 605 і т. д.
Конкурентоспроможність цієї зони: Сприятлива географо-економічна позиція, багатство корисних копалин, високий промисловий потенціал і промислова інфраструктура, розвинена транспортна система, сильний будівельний комплекс, розвинена соціальна інфраструктура, сільськогосподарський потенціал, можливості розвитку туризму.
Шекі — Закатала включає райони балакали, Кахи, Габала, Огуз, Закатала, Шекі .
Соціально-економічні показники (01.01.2009): чисельність населення — 564.9 тисяч, територія — 8.96 тис. км², валова продукція — 705.1 млн манат, середній заробіток — 155.5 манат, обсяг промислового виробництва — 53897.3 тис. манат, сільськогосподарська продукція — 334 862 тис. манат, обсяг платного обслуговування — 91082.7 тис. манат, кількість лікарів — 1132 , число лікарень — 56 , число дошкільних установ — 198 , кількість середніх шкіл — 375 і т. д.
Конкурентоспроможність цієї зони: Сприятлива природно- географічна позиція, багатство корисних копалин, потенціал легкої промисловості, розвинена транспортна мережа, сільськогосподарський потенціал, можливості розвитку туризму.
Ленкорань включає райони Астара, Джалилабад, Лерік, Масалли, Ярдимли, Ленкорань.
Соціально-економічні показники (01.01.2009): чисельність населення — 821.1 тис., територія — 6.07 тис.км² , валова продукція — 135.27 млн манат, середній заробіток — 173.9 манат, обсяг промислового виробництва — 40347.7 тис. манат, сільськогосподарська продукція — 375 146 тис. манат, обсяг платного обслуговування — 130812.3 тис. манат, кількість лікарів — 1268, число лікарень — 75, число дошкільних установ — 121, кількість середніх шкіл — 569 і т. д.
Конкурентоспроможність цієї зони: Сприятлива природно- географічна позиція, промисловий потенціал, розвинена транспортна мережа, сільськогосподарський потенціал, можливості розвитку туризму, соціальних інфраструктур.
Ґуба-Хачмаз включає райони девечьей, Хачмаз, Куба, Гусар, Сіазан . Соціально- економічні показники (01.01.2009): чисельність населення — 487 тис., територія — 6.96 тис.км² , валова продукція −1111.2 млн манат, середній заробіток −189.5 манат, обсяг промислового виробництва — 79501.1 тис. манат, сільськогосподарська продукція — 387 346 тис. манат, обсяг платного обслуговування — 81789 тис. манат, кількість лікарів — 749 , число лікарень — 41, число дошкільних установ — 57, число середніх шкіл — 428 і т. д.
Конкурентоспроможність цієї зони: Сприятлива природно- географічна позиція, багатий природний потенціал, сільськогосподарський потенціал, розвинена транспортна інфраструктура, промисловий потенціал, можливості розвитку туризму.
Аранськ включає райони Агджабаді, Агдаш, Бейлагань, Барда, Біласувар, Гокцай, Аджгабуль, Імішлі, Курдамір, Нефтцала, Саатли, Сабирабад, Саля, Уджари, Зардаб і міста Мінгачеур, Євлах, Ширван. Соціально- економічні показники (01.01.2009): чисельність населення — 1792.3 тис., територія — 21.43 тис.км², валова продукція — 2778.5 млн манат, середній заробіток — 178.2 манат, обсяг промислового виробництва — 766 570 тис. манат, сільськогосподарська продукція — 998 733 тис. манат, обсяг платного обслуговування — 322699.6 тис. манат, кількість лікарів — 3305, число лікарень — 191, число дошкільних установ — 363, кількість середніх шкіл — 927 і т. д.
Конкурентоспроможність цієї зони: Багатий природний потенціал, сільськогосподарський потенціал, транспортна система, промисловий потенціал.
Верхній Карабах включає райони Агдам, Тертер, Шуша, Ходжали, Ходжавенд, Джабраїл, Физули і місто Ханкент .
Соціально-економічні показники (01.01.2009): чисельність населення — 605.5 тис., територія — 7.25 тис.км² , валова продукція — 300.6 млн манат, обсяг промислового виробництва — 9093.9 тис. манат, сільськогосподарська продукція — 133 103 тис. манат.
Конкурентоспроможність цієї зони: Багатий природний потенціал, сільськогосподарський потенціал, можливості розвитку туризму.
Келбаджар — Лачін включає райони Келбаджар, Лачін, Зангілан, Кубадли.
Соціально- економічні показники (01.01.2009): Чисельність населення — 226.1 тис., територія — 6.4 тис.км 2, валова продукція — 19.9 млн манат, середній заробіток — 189.1 манат, обсяг промислового виробництва — 842.4 тис. манат, сільськогосподарська продукція — 18870 тис. манат, кількість лікарів — 215, число лікарень — 16, число дошкільних установ — 2, число середніх шкіл — 317.
Конкурентоспроможність цієї зони: Багатство корисних копалин, промисловий потенціал, сільськогосподарський потенціал, можливості розвитку туризму.
Гірський Ширвані включає райони Шамах, Аксу, Ісмайилли, Гобустан.
Соціально-економічні показники (01.01.2009): чисельність населення — 280.5 тис., територія — 6.07 тис.км² , валова продукція — 347.6 млн манат, середній заробіток — 172.8 манат, обсяг промислового виробництва — 10 410 тис. манат, сільськогосподарська продукція — 148656тис. манат, обсяг платного обслуговування — 39092.9 тис. манат, кількість лікарів — 362, число лікарень — 19, число дошкільних установ — 42, число середніх шкіл — 253 т.д.
Конкурентоспроможність цієї зони: Багатий природний потенціал, промисловий потенціал, розвинена транспортна мережа, сільськогосподарський потенціал, можливості розвитку туризму, соціальних інфраструктур.
Нахічевань включає райони Бабек, Джульфа, Ордубад, Садарак, Шерур, Кенгерлі і місто Нахічевань.
Соціально-економічні показники (01.01.2009): чисельність населення — 397.4 тис., територія — 5.56 тис.км² , валова продукція — 935 млн . манат, середній заробіток — 233.4 манат, обсяг промислового виробництва — 164451.6 тис. манат, сільськогосподарська продукція — 153 344 тис. манат, обсяг платного обслуговування — 69299.7 тис. манат, кількість лікарів — 800 , число лікарень — 43, число дошкільних установ — 15, число середніх шкіл — 221 і т. д.
Конкурентоспроможність цієї зони: Багатий природний потенціал, промисловий потенціал, транспортна система, сільськогосподарський потенціал.

## Промисловість

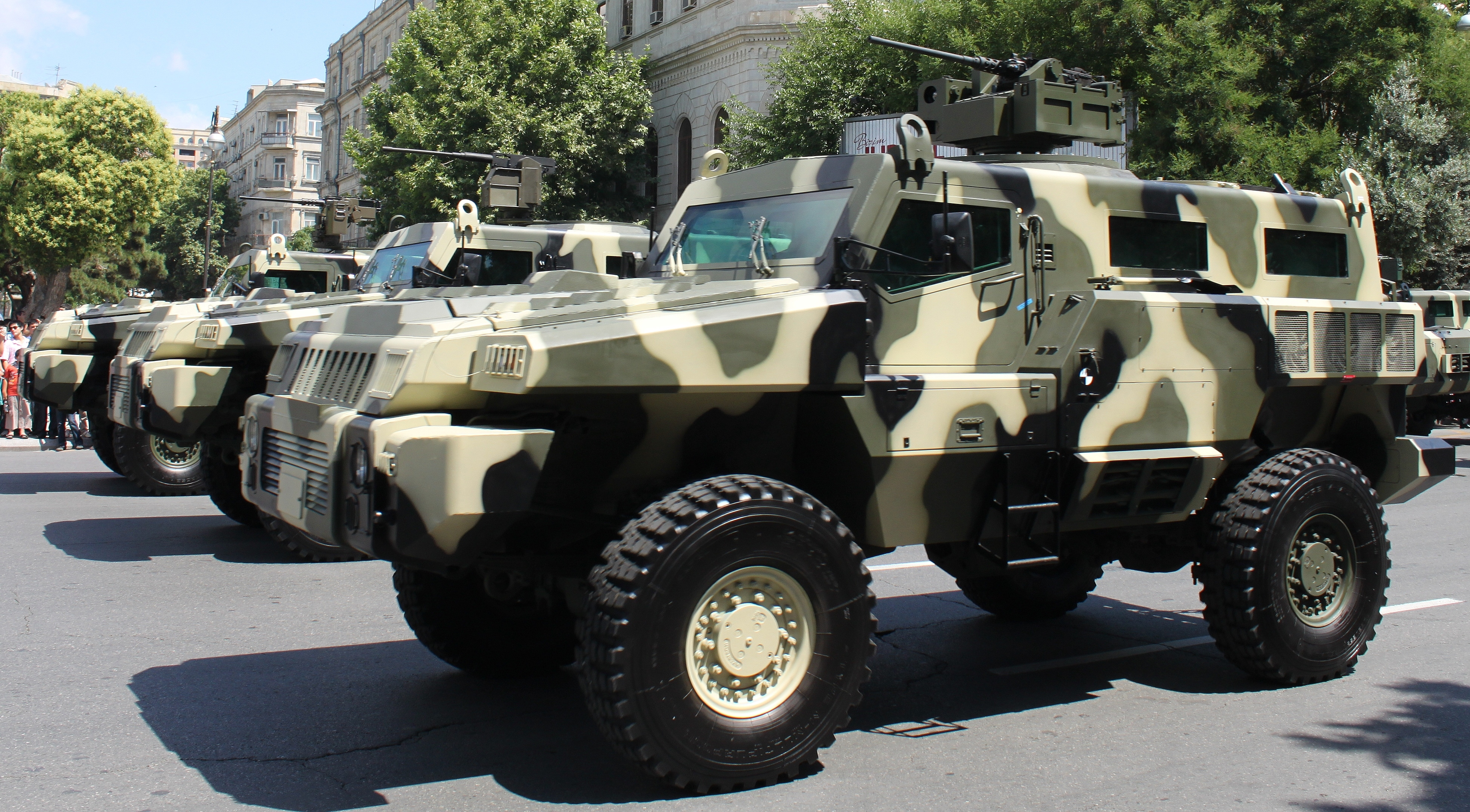
Marauder виробляється в Азербайджані.

Азербайджан — індустріально-аграрна держава, основний нафтогазодобувний район Закавказзя. Основні галузі економіки: нафто- і газодобувна, нафтопереробна, обладнання для нафтовидобутку, рудовидобувна, чорна і кольорова металургія, цементна, хімічна і нафтохімічна, текстильна, машинобудування (нафтопромислове обладнання, електронна, електротехнічна, приладобудівна, харчосмакова пром-сть). Ключовий сектор економіки — нафтогазовий (58 % від ВВП). У структурі паливної промисловості нафта і газ займають основне місце. Нафтопродукти у великій кількості експортуються.

## Сільське господарство
Другим важливим сектором азербайджанської економіки є сільське господарство.
На сільськогосподарські землі припадає 46 % загальної площі країни (бл.50 % — пасовища). Вирощують зернові, технічні (бавовна, тютюн), субтропічні (ґранат, чай, цитрусові, хурма) культури, виноград. Виробляють натуральний шовк.
Див. також: Виноробство в Азербайджані

## Транспорт
Транспорт — залізничний, автомобільний, розвинений трубопровідний. Баку — основне портове місто і перевалочний пункт в основному для нафти, нафтопродуктів, лісу. Найбільші міста Азербайджану пов'язані з Баку і між собою. Азербайджан має шість міжнародних аеропортів.

## Зовнішня торгівля

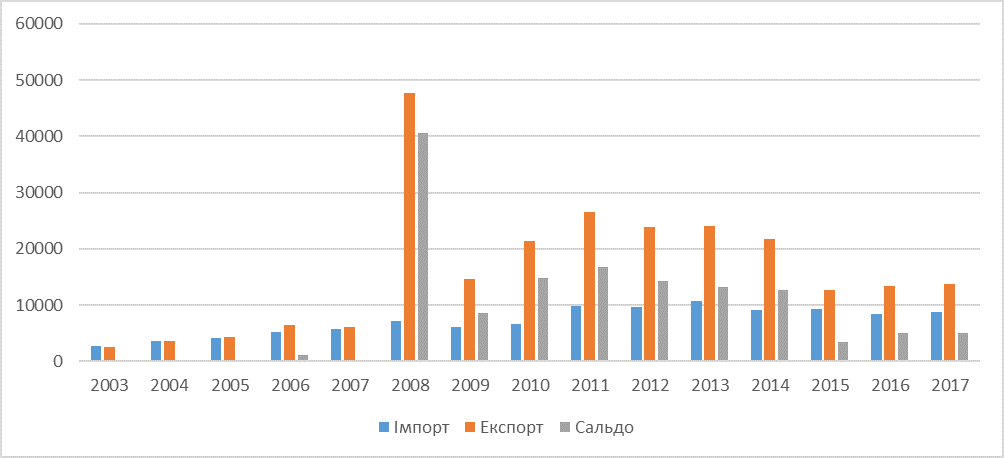
Динаміка зовнішньої торгівлі Азербайджану за 2003—2017 рр., млн. долл. США

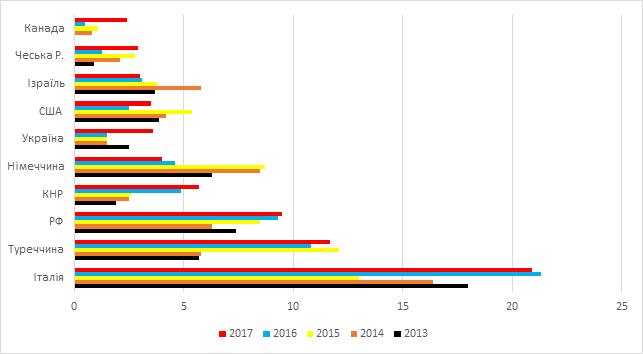
Частка основних країн-партнерів Азербайджана у зовнішній торгівлі, 2013—2017 рр., %

Згідно з даними Державного статистичного комітету Республіки Азербайджан за період з початку незалежності зовнішньоторговельний оборот Азербайджану тільки у 2003 році вийшов на рівень 1991 року і в 2008 році досяг піку в 54 млрд дол. США при позитивному сальдо торгового балансу в 40,6 млрд дол. США.
Основними торговими партнерами Азербайджану за 2013—2017 рр. були: Італія, Туреччина, РФ, КНР, Німеччина, Україна, США і Ізраїль. Слід звернути увагу на місце Канади, яка за останні роки з 64 місця перейшла в десятку лідерів за обсягами зовнішньої торгівлі з Азербайджаном.
В цілому за підсумками 2017 року на країни СНД припадало 7,6 % експорту країни і 27,3 % імпорту, на країни-члени ЄС — 54 % і 22,1 % відповідно, на країни-учасниці Організації Чорноморського економічного співробітництва (ОЧЕС) — 23, 2 % і 39,8 відповідно, на ГУАМ — 6 % і 6,2 % відповідно.
Основними видами транспортування вантажів при імпорті був автомобільний (55 %) і залізничний (22 %) транспорт, при експорті товарів основний транспорт трубопровідний (майже 87 %), що пояснюється товарною структурою зовнішньої торгівлі республіки.

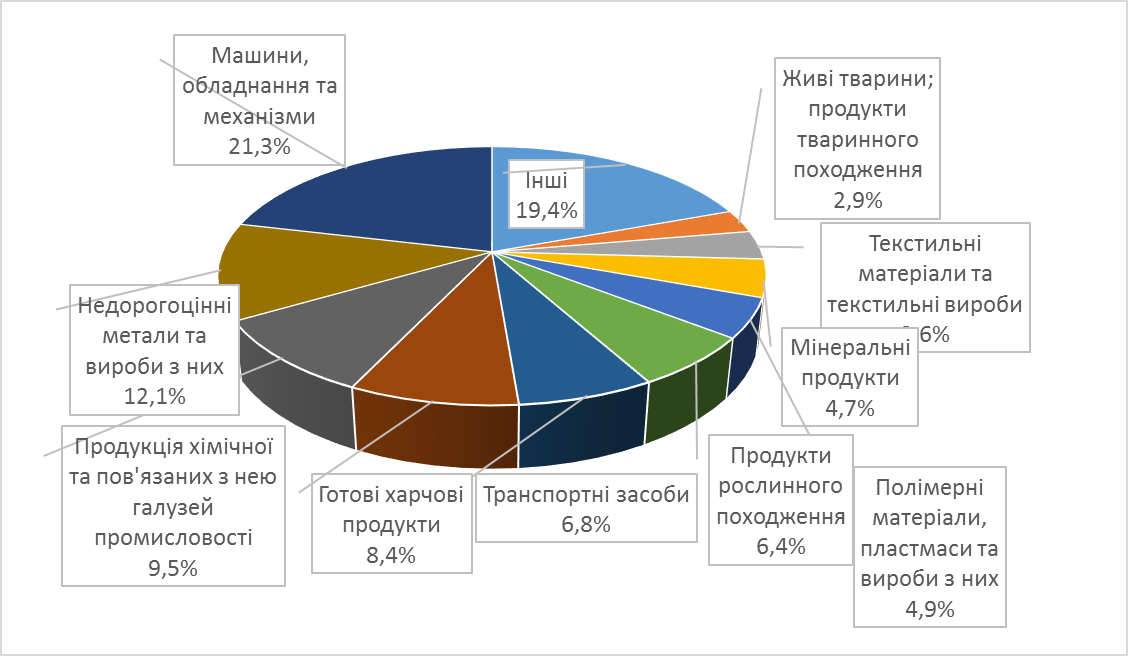
Товарна структура імпорту Азербайджана у 2017 р., %

Основні експортні товари Азербайджану: палива мінеральні; нафта та продукти її перегонки; бітумні речовини; воски мінеральні (майже 90 %); овочі і деякі їстівні коренеплоди і бульби (1,6 %); їстівні плоди та горіхи; цитрусові (2,1 %); неблагородні метали (1,8 %), з них в основному алюміній (0,9 %).